# Haematobosca squalida
Haematobosca squalida är en tvåvingeart som först beskrevs av Grunberg 1913.  Haematobosca squalida ingår i släktet Haematobosca och familjen husflugor. Inga underarter finns listade i Catalogue of Life.